# Tatort: Borowski und das Fest des Nordens
Borowski und das Fest des Nordens ist ein Fernsehfilm aus der Krimireihe Tatort. Der vom NDR bereits 2015 produzierte Beitrag ist die 1025. Tatort-Episode und wurde am 18. Juni 2017 im Ersten ausgestrahlt. Der Kieler Kommissar Klaus Borowski ermittelt in seinem 30. Fall, für seine Kollegin Sarah Brandt ist es der dreizehnte und letzte Fall.

## Handlung
Roman Eggers war ein halbes Jahr verschwunden, und als er nun plötzlich wieder auftaucht, um seine Kinder zu sehen, verbietet ihm seine Exfrau den Umgang mit ihnen. Dies wirft ihn komplett aus der Bahn. In seiner Unbeherrschtheit erschlägt er im Affekt seine ihn anhimmelnde Freundin Maren Reese. Kommissar Klaus Borowski und seine Kollegin Sarah Brandt übernehmen die Ermittlungen. Für Borowski ergeben sich sehr viele Fragen, denn vieles erscheint unlogisch. Als er sich in der Wohnung des Opfers umsehen will und durch ein Fenster vom Hof aus einsteigt, bemerkt er plötzlich ein Geräusch. Er will nachsehen und gerät dabei in eine Feuerwand, sodass er die Wohnung nicht mehr verlassen kann. Durch die Rauchgase betäubt, stürzt er verzweifelt zu Boden. Er  erwacht im Hof, wo ihn jemand abgelegt haben muss. Borowski ist sich sicher, dass dies der gesuchte Täter war, der durch den Brand verhindern wollte, dass man Spuren von ihm in der Wohnung seines Opfers findet. Mit Borowskis Erscheinen hatte er nicht gerechnet, aber warum er von ihm gerettet wurde, ist ihm unklar.
Eggers ist extrem darauf bedacht, niemanden wissen zu lassen, wo er sich gerade aufhält. Da er vermutet, dass sein alter Kumpel ihn verraten könnte, tötet er auch ihn – ebenso ungeplant wie seine Freundin. Am nächsten Morgen wird dieser junge Drogendealer in seiner Wohnung tot aufgefunden. Auch hier werden Borowski und Brandt zu den Ermittlungen herangezogen und Brandt findet heraus, dass sehr wahrscheinlich Roman Eggers der gesuchte Täter ist. Aufgrund der Unberechenbarkeit des Mannes lehnt Borowski eine öffentliche Fahndung ab. Die Befragung seiner Exfrau sowie des ehemaligen Arbeitgebers bringen zwar keine Spur zum Aufenthaltsort des Gesuchten, doch wird erwähnt, dass Eggers aus dem Lager seiner Firma Sprengstoff entwendet haben soll. Auch wenn dies über zwei Jahre her ist, vermutet Brandt einen direkten Zusammenhang zu den aktuellen Morden. Die Personen haben ihrer Meinung nach Eggers bei seinem Vorhaben im Wege gestanden. Da sich die Stadt kurz vor der Eröffnung der Kieler Woche befindet, dürfte diese das geplante Ziel eines Sprengstoffanschlags von Eggers sein. Während die Ermittler mit Hochdruck nach dem Mann suchen, ist dieser gerade dabei, sich eine große Geldsumme bei Privatkredit-Vermittler Rolf Felthuus zu leihen. Auch hier kommt es zu einem Konflikt und beide Personen verletzen sich gegenseitig schwer. Während Felthuus im Krankenhaus versorgt wird, ist Eggers weiter auf der Flucht. Borowski findet heraus, dass der Gesuchte eine Tochter aus einer früheren Beziehung hat, und der Kommissar hofft, über dieses Mädchen Eggers zu finden. Das gelingt und er wird, inzwischen fast verblutet, in einer Wohnung aufgefunden. Während Borowski versucht, mit Eggers im Krankenhaus über dessen Motive zu sprechen, lässt Brandt Eggers’ Sachen untersuchen. Als ein Spürhund anschlägt, ist klar, dass er in seiner Tasche Sprengstoff transportiert hat. Die Suche nach diesem Sprengstoff führt zu einer Segeljacht, die Eggers sehr wahrscheinlich mitten in den Festlichkeiten der Kieler Woche zur Detonation bringen wollte, wozu er am Ende nicht mehr gekommen ist. Eggers stirbt an seinen Verletzungen im Krankenhaus. 

## Hintergrund
Der Film wurde vom 15. Juni 2015 bis zum 14. Juli 2015 in Kiel sowie in Wentorf bei Hamburg, Glinde, Großhansdorf und Reinbek gedreht. Teile des Films wurden auf der Kieler Woche aufgenommen. Ausgestrahlt wurde der Film zwei Jahre nach den Dreharbeiten, da er passend zur Kieler Woche im Fernsehen laufen sollte. Deshalb gibt es auch keine Abschlussszene für die Kommissarin Sarah Brandt, da der Ausstieg von Sibel Kekilli zum Zeitpunkt des Drehs noch nicht bekannt war. Aufgrund der verspäteten Ausstrahlung (zur Kieler Woche 2016 war die Ausstrahlung nicht möglich) passt der Tatort auch nicht perfekt in die Sendereihenfolge. Klaus Borowski ist nämlich besonders übellaunig und trinkfreudig, was als Auswirkungen des Tatorts Borowski und die Rückkehr des stillen Gastes geplant war.

### Drehbuch
Der Romanautor Henning Mankell verfasste zu zwei der vorausgegangenen Folgen die Drehbücher.
1. Borowski und der vierte Mann (2009) in Kiel, NDR.
2. Borowski und der coole Hund (2010) in Kiel, NDR.

Zu dieser Folge verfasste der 2014 an Krebs erkrankte und am 5. Oktober 2015 verstorbene Henning Mankell eine Vorlage, die von Markus Busch adaptiert wurde.

## Rezeption

### Kritiken
„Alles stirbt, alles vergeht, nur das Chaos bleibt. Was schieflaufen konnte, lief bei diesem Krimi schief. Das Ergebnis ist trotzdem ganz wunderbar; so konsequent und kunstvoll torkelte der 'Tatort' noch nie in die große Sommerlochdepression.“

„Der gewöhnliche Tatort traut sich oft nichts, er verwitzelt und strengt nicht an. In dieser Folge wird nichts weichgespült. Die Schläge, die Roman Eggers der Frau verabreicht, sind schwer zu ertragen. Aber wenn man erzählen will, was Gewalt bedeutet, muss man Gewalt zeigen. Ein erschütternder Film. Manchmal möchte man wegsehen, manchmal muss man schlucken. Wann gibt es das, im Tatort?“

Thomas Gehringer von tittelbach.tv meinte: „Misel Maticevic gibt hier eine absolut preiswürdige Vorstellung, in seiner enormen physischen Präsenz ebenso wie in seinem präzisen Spiel.“ „Regisseur Jan Bonny inszeniert rau, sprunghaft, ungeheuer intensiv. Und bezieht die triste soziale Realität Kiels ebenso mit ein wie den rauschhaften Ausnahmezustand während der Kieler Woche.“

### Einschaltquote
Die Erstausstrahlung von Borowski und das Fest des Nordens am 18. Juni 2017 wurde in Deutschland von 6,11 Millionen Zuschauern gesehen und erreichte einen Marktanteil von 22,2 % für Das Erste.

### Auszeichnungen
Deutsches Fernsehkrimi-Festival 2019
- Nominierung für den Deutschen Fernsehkrimipreis[9]